# Charles Frazier
Charles Frazier (Asheville, 4 novembre 1950) è uno scrittore statunitense.

## Biografia
L'autore si è laureato nel 1973 presso la North Carolina University. Ha esordito nel 1997 con il romanzo Ritorno a Cold Mountain (Cold Mountain) vincitore del National Book Award. Nel 2003 ne venne tratto l'omonimo film diretto da Anthony Minghella che ha ricevuto 7 nomination al premio oscar.

## Romanzi
- 1997 - Ritorno a Cold Mountain (Cold Mountain), Milano, Mondadori ISBN 88-304-1477-8.
- 2006 - Tredici lune (Thirteen Moons), Milano, Longanesi, 2007 ISBN 978-88-304-2480-7.
- 2011 - Nightwoods
- 2018 - Varina